# Risena
Il torrente Risena è un corso d'acqua a carattere torrentizio del Comelico.
Nasce in Val Popera e sfocia nel Padola nei pressi dell'omonimo paese.